# Adelajda von Polen
Adelajda von Polen, auch Adelheid (* 1090/91; † 1127) war durch Geburt eine polnische Prinzessin und durch Heirat Markgräfin auf dem Nordgau und von Nabburg, Vohburg an der Donau und Cham.
Adelajda war die Tochter des Herzogs von Polen Władysław I. Herman und von Judith von Ungarn. Ihre Schwester Agnes wurde Äbtissin von Quedlinburg. Die Stiftung des Klosters Reichenbach durch ihren Mann Diepold III. erfolgte mit ihrer Zustimmung. Im Kloster Waldsassen befindet sich ein Gemälde mit ihrem Porträt, welches 1795 nach einer Vorlage aus Reichenbach angefertigt wurde.
Aus der Ehe mit dem Markgrafen Diepold III. gingen fünf Kinder hervor:
- Diepold IV. († ca. 1130), ⚭ Mathilde von Bayern († nach 1177), Tochter des Herzogs Heinrich der Schwarze (Welfen)
- Adela, Erbin des Egerlandes ⚭ I vor dem 2. März 1147 in Eger, geschieden im März 1153 in Konstanz, Friedrich I. Barbarossa († 1190) 1147 Herzog von Schwaben, 1152 deutscher König, 1155 Kaiser, ⚭ II Dieto von Ravensburg († nach 1173), welfischer Ministerialer
- Euphemia († vor 1144) ⚭ Heinrich III. Graf von Winzenburg-Assel († 1146)
- Sophia/Liutgard († 1148) ⚭ NN (Volkrat?) Graf von Lechsmünd
- Jutta ⚭ Friedrich IV. († 1148), Domvogt von Regensburg